# Stopp Corona
Stopp Corona ist eine eingestellte COVID-19-App aus Österreich. Sie wurde am 25. März 2020 zur Unterstützung der Eindämmungsmaßnahmen der COVID-19-Pandemie vom Österreichischen Roten Kreuz veröffentlicht und nutzt eine Variante der Kontaktpersonennachverfolgung. Der Betrieb der App wurde am 28. Februar 2022 eingestellt.
Die mobile App konnte mit Hilfe der Funktechniken Bluetooth, Bluetooth Low Energy oder einem akustischen Signal (Ultraschall) Smartphones in der Nähe erkennen, die ebenfalls die App nutzen. Technisch realisiert wurde das mit der Google Nearby Messages API. Entweder wurde der Kontakt händisch registriert, indem aus einer Liste der in der Nähe befindlichen Smartphones der Kontakt ausgewählt wird, oder automatisiert. Die automatisierte Registrierung erfolgte, wenn ein Mindestabstand über eine längere Zeit unterschritten wurde (z. B. weniger als 2 Meter Abstand für länger als 15 Minuten). Je nach Betriebssystem war diese Funktionalität unterschiedlich komfortabel. Wenn eine Person, mit der in den letzten 54 Stunden Kontakt bestand, eine Warnung ausgab, hat man sich selbst isolieren sollen, da dann eine erhöhte Gefahr bestand, dass man sich mit SARS-CoV-2 infiziert hat. Es gab zwei Möglichkeiten der anonymisierten Warnung: Zum einen eine Verdachtsmeldung aufgrund eines Symptomchecks und zum anderen eine Infektionsmeldung aufgrund eines medizinischen Tests. Bei einer ärztlich bestätigten Infektion fragte die App nach der Handynummer und übergab diese an das Rote Kreuz. Es war ebenfalls möglich, eine Entwarnung an die vorher gewarnten Kontakte zu senden, weil beispielsweise ein medizinischer Test negativ war.
Der damalige österreichische Bundeskanzler Sebastian Kurz erwähnte die Möglichkeit, für die zwei Millionen Österreicherinnen und Österreicher, die kein Smartphone besitzen, als Alternative bluetoothfähige Schlüsselanhänger (Beacon) zur Ermittlung des Standorts des Trägers zu nutzen, wodurch dieselbe Funktionalität erreicht werden solle. Diese Anschaffung wurde jedoch nicht in Auftrag gegeben.

## Downloadzahlen
Innerhalb der ersten Woche haben 180.000 Menschen die App auf ihren Smartphones installiert. Mit Stand vom 6. Juli 2020 lagen die Downloadzahlen bei 775.579, wovon 218.080 auf iOS und 494.399 auf Android entfielen. Mit 1. Februar 2021 wurde die App 1.369.477 mal heruntergeladen.

## Updates
Am 12. April erfolgte ein größeres Update, bei dem die folgenden Funktionen neu dazu kamen:
- Einfacher Symptomcheck
- Automatisiertes Registrieren
- Corona-Verdachtsmeldung und Entwarnung

Mit dem Update vom 24. April werden alte Kontakte und Nachrichten gelöscht.

## Weiteres
Mit 2 Millionen Euro wurde die Entwicklung von der Uniqa Privatstiftung (hält 49 Prozent an der Uniqa Insurance Group) finanziert. Konzeption, Realisierung und Betrieb fand in Zusammenarbeit und mit Unterstützung von Accenture Österreich statt. Der Dienst wurde in der Microsoft-Azure-Cloud gehostet.
Ende April 2020 wurde der Quellcode auf GitHub unter der Lizenz Apache License 2.0 veröffentlicht.
In der Android- und iOS-Variante der App kam es, wie in der deutschen „Corona-Warn-App“, aufgrund von Vorgaben der Geräte-Anbieter zu fehlendem automatischen Abruf der Infektionsliste und damit auch zum Unterlassen der Mitteilungen über etwaige Risiko-Begegnungen.

## Kritik
Die FPÖ verkündete im April 2020, sie würde Anzeige bei der Datenschutzbehörde gegen die Betreiber der App erstatten. Die FPÖ hätte im Zusammenhang mit der App „massive datenschutzrechtliche Bedenken“. Diese Bedenken würden sich nicht nur auf die Datensicherheit, sondern auch auf die Möglichkeit des Datenmissbrauchs Beziehen. Kickl befürchtete konkret, dass große Mengen an Daten an Konzerne wie Microsoft oder Google abfließen könnten. Außerdem befürchtete die FPÖ, dass die ÖVP die Krise ausnützen wolle, um einen Überwachungsstaat zu installieren.
Die App wurde von den Datensicherheitsexperten von SBA Research, Noyb und Epicenter Works untersucht. Max Schrems von der Datenschutzinitiative noyb kam zu dem Schluss, obwohl es am Anfang noch ein paar Fehler gegeben habe, sei die App „eines der datenfreundlichsten Dinge, die wir sonst da so herumfliegen haben“.